# Hærchefsergent
Hærchefsergenten (stilling oprettet december 2014) skal støtte og rådgive chefen for Hærstaben, udvikle befalingsmandskorpset samt være en repræsentant for befalingsmændene i Hæren. Stillingen blev oprettet efter forbillede af den tilsvarende stilling i den amerikanske hær, Sergeant Major of the Army, der er den højeste underofficers-rang i den amerikanske hær. I Danmark bestrides stillingen af en erfaren chefsergent. Stillingen har siden den 1. december 2014 været besat af Henning Bæk.